# 379 هـ
379 هـ هي سنة في التقويم الهجري امتدت مقابلةً في التقويم الميلادي بين سنتي 989 و990.

## أحداث
- المقريزي يسجل في رسالة إتحاف الحنفاء ظهور مذنب هالي.

## وفيات
- أبو حامد الساجاني
- أبو سليمان الربعي
- أبو بكر الزبيدي - أندلسي من أعلام اللغويين العرب.